# Johanna Braddy
Johanna Elizabeth Braddy (née le 30 août 1987 à Atlanta) est une actrice américaine. 
Elle est surtout connue pour être la voix de princesse Yue dans Avatar, le dernier maître de l'air mais aussi, avoir interprété Shelby Wyatt dans Quantico et Jordan Reed dans la série Greek.

## Biographie
Johanna Braddy est née à Atlanta en Géorgie, le 30 août 1987. Elle est la fille de Jo Beth, professeur de musique et de Steve Braddy, ingénieur. Elle a un frère, Cole Braddy.
Elle a rejoint la McIntosh High School dans la ville de Peachtree en Géorgie et elle a été diplômée en 2005. Elle est aussi la capitaine de sa propre équipe de danse. 

### Vie privée
Depuis 2015, elle est en couple avec l'acteur Freddie Stroma qu'elle a rencontré sur le tournage de la série télévisée Unreal. En mai 2016, ils annoncent leurs fiançailles après un an de vie commune. Le 30 décembre 2016, ils se sont mariés à la salle des fêtes de The Stables du Foxhall Resort and Sporting Club d'Atlanta en Géorgie.

## Carrière
Johanna Braddy a débuté dans le téléfilm Pop Rocks, en 2004. De 2005 à 2007 elle a prêté sa voix à la princesse Yue dans Avatar, le dernier maître de l'air (Avatar : The Last Airbender). Elle continue à la télévision dans des séries tels que Cold Case : Affaires classées, Greek, Southland, Les Experts : Miami, ou encore Shameless.
Elle joue le rôle de Jenny Matrix dans la websérie à succès Video Game High School. 
L'actrice a également joué dans le film d'horreur The Grudge 3, ainsi que dans The Collection.
Durant l'été 2015, elle se fait remarquer par un rôle principal dans la série satirique UnREAL, où elle joue une jolie, mais naïve, candidate à une émission de télé-réalité.
Entre septembre 2015 et 2018, elle interprète Shelby Wyatt dans la série Quantico. La série est annulée après trois saisons.
Entre 2021, elle joue aux côtés de William Moseley dans Saving Paradise, puis jusqu'en 2022, elle tourne dans plusieurs épisodes de Chicago Med, diffusée sur NBC.

## Filmographie

### Cinéma

#### Longs métrages
- 2006 : Broken Bridges de Steven Goldmann : Kayla Chartwell
- 2007 : Les Rois de la glisse (Surf's Up) d'Ash Brannon et Chris Buck
- 2007 : Home of the Giants de Rusty Gorman : Freshman
- 2008 : Whore de Thomas Dekker : Margot
- 2009 : American Primitive de Gwen Wynne : Lucy Carmichael
- 2009 : The Grudge 3 de Toby Wilkins : Lisa
- 2009 : Hurt de Barbara Stepansky : Lenore Coltrane
- 2010 : Easy Girl (Easy A) de Will Gluck : Melody Bostick
- 2011 : Paranormal Activity 3 d'Henry Joost et Ariel Schulman : Lisa
- 2012 : The Collection Marcus Dunstan : Missy
- 2013 : The Levenger Tapes de Mark Edwin Robinson : Amanda
- 2014 : Believe Me de Will Bakke : Callie
- 2016 : Cardboard Boxer de Knate Lee : Une femme
- 2016 : Run the Tide de Soham Mehta : Michelle
- 2018 : Miss Arizona d'Autumn McAlpin : Rose
- 2020 : The Get Together de Will Bakke : Betsy
- 2021 : Saving Paradise de Jay Silverman : Charlie Clark

#### Courts métrages
- 2007 : Penny Dreadful de Todd Sullivan : Willa Fowler

### Télévision

#### Séries télévisées
- 2005 : Surface : Lisa
- 2005 - 2007 : Avatar, le dernier maître de l'air (Avatar : The Last Airbender) : La Princesse Yue
- 2007 : Cold Case : Affaires classées (Cold Case) : Hilary West 1964
- 2007 : The Riches : Tammy Simms
- 2007 : Drake et Josh : Emily
- 2007 : Samantha qui ? (Samantha Who ?) : Samantha jeune
- 2008 : The Oaks : Jessica jeune
- 2009 : Lie to Me : Jacquelin Mathis
- 2009 : Greek : Jordan Reed
- 2009 - 2010 : Southland : Olivia Sherman
- 2010 : Detroit 1-8-7 : Elizabeth Fadden
- 2011 : Les Experts Miami (CSI : Miami) : Lucy Strickland
- 2011 : Leverage : Hayley Beck
- 2011 : Friends with Benefits : Grace
- 2011 : Esprits Criminels (Criminal Minds) : Tammy Bradstone
- 2012 : Les Experts (CSI : Crime Scene Investigation) : Carly Green
- 2012 - 2014 : Video Game High School : Jenny Matrix
- 2013 : Suburgatory: Leslie
- 2013 : La Diva du divan (Necessary Roughness) : Cindy Luck
- 2013 : Hit the Floor : Mia Sertner
- 2013 : Perception : La femme blonde au bar
- 2014 : Shameless : Shelley
- 2015 : UnREAL : Anna Martin
- 2015 - 2018 : Quantico : Shelby Wyatt
- 2019 : Soundtrack : Une danseuse
- 2021 - 2022 : Chicago Med : Avery Quinn
- 2024 : New York, unité spéciale (saison 26, épisode 2) : Maggie Andrews

#### Téléfilms
- 2004 : Pop Rocks de Ron Lagomarsino : Olivia Harden
- 2008 : Danny Fricke de Michael Dinner : Jennifer Stockwell
- 2009 : A Marriage de Marshall Herskovitz : Sophie